# Nomia senticosa
Nomia senticosa là một loài Hymenoptera trong họ Halictidae. Loài này được Vachal mô tả khoa học năm 1897.